# Grégoire Magistros
Grégoire Magistros (990-1058) est un savant et écrivain arménien.
C'est un membre de la famille princière des Pahlavouni qui a joué un rôle important à la cour des Bagratides d'Ani puis dans l'administration de l'Empire byzantin et enfin dans le royaume arménien de Cilicie. Il a écrit notamment des poèmes intitulés « Hazadoghian » (prononciation : [Azadorian]).

## Famille
Grégoire Magistros est le fils d'un prince Vasak Phalavouni. D'une épouse inconnue il laisse au moins quatre enfants :
- Vasak, duc d'Antioche en 1076, assassiné par les Grecs en 1079 ;
- Vahram Grigor, Catholicos de l'Église apostolique arménienne ;
- une fille non nommée qui épouse son parent Vasak, fils d'Apirat, fils d'Hassan Pahlavouni. Ils sont les parents du Catholicos Basile Ier d'Ani et les grands-parents de l'anti-Catholicos Basile II d'Ani ;
- une fille de nom inconnu, qui épouse un autre parent, Aboul Djahad, fils d'Apirat Pahlavouni. Ils sont les parents d'Apirat, lui-même père des Catholicos Grégoire III Pahlavouni et Nersès IV le Gracieux, ainsi que des princes Basile et Shahan dont sont issus les Catholicos Grégoire IV Tgha, Grégoire V Karavège et Grégoire VI Apirat.